# Shakespeare művei a magyar színházban
William Shakespeare darabjainak színpadra állítása az egész világon a mindenkori kulturális elit szívügye, ez kiváltképp igaz nálunk, hiszen Magyarországon a kultúra ezernyi szálon kapcsolódik William Shakespeare műveihez, és annak fordításaihoz. Utóbbi több mint kétszáz éves történelmünk során több kulturális mérföldkövet találhatunk, mely valamilyen formán köthető egy-egy Shakespeare-fordításhoz (például a nyelvújítás és Kazinczy Ferenc Shakespeare-fordításai), így hát elmondható, hogy Shakespeare színpadra állítása egyben szimbolikus jelentőséggel is bír.

## Nyelvújítás és a kezdetek
Az első Shakespeare-fordítás Kazinczy Ferenc nevéhez fűződik, ő fordította ugyanis itthon elsőként a Hamletet. Érdekesség azonban, hogy nem angolról, hanem Schröder német fordításából fordította tovább magyarra. Kazinczy eredetileg a Kelemen László Magyar Játszó Társulat megbízásából végezte a munkát, de végül az ősbemutatóra 1794. január 27-én került sor Kolozsváron, a címszerepben Kótsi Patkó Jánossal. A kolozsvári társulat ugyanebben az évben az Othello, a velencei szerecsen című darabot is bemutatta március 24-én, K. Boér Sándor fordításában.

## Reformkor
1837-ben a Nemzeti Színház első Shakespeare-darabjának tapsolhattak a pesti nézők, ugyanis Komlóssy Ferenc (Kazinczyhoz hasonlóan nem az eredeti, hanem a Franz Ignaz Holbein német verziója nyomán) magyar fordításában előadták a Szerelem mindent tehet című vígjátékot, amit a mai nézők A makrancos hölgy néven ismernek. A Nemzeti Színház következő évadában is mutattak be új Shakespeare-fordítást, akkor a Vajda Péter által (szintén németből) tolmácsolt Lear király-t láthatta a nagyérdemű. A felhasznált német szövegek érdekessége, hogy Gajdó Tamás színháztörténész szerint azért ezeket használták a magyar fordítók, mert ezek kevésbé voltak „erőszakosak”, mint az eredeti. A következő években hagyománnyá vált, hogy újabb és újabb Shakespeare-mű magyar verzióját mutatták be a Nemzetiben, így következett sorban a Hamlet, A velencei kalmár, majd a Coriolanus. 1843. április elsején mutatták be a III. Richárdot, melyben olyan színészek játszottak címszerepet itthon, mint Lendvay Márton vagy Egressy Gábor.
Aztán Arany János lefordította a Hamletet, a Szentivánéji álmot és a János királyt, Petőfi a Coriolanust, Vörösmarty a Lear királyt, a Julius Caesart. Ezek már időtálló fordítások.

## XX. század eleje: Shakespeare – Recepció és a fordítások
A XX. század színházi törekvései arra irányultak, hogy a színház visszataláljon spontán közösségteremtő funkciójához, bevonja a nézőket az előadásba, és önálló, sajátosan teátrális eszközökkel, látvány-, hangzás- és mozgáseffektusokkal dolgozó színházművészetet alakítson ki. A Shakespeare-szövegek szabad átírása az egész 18–19. századi színjátszást is jellemezte. Magyarországon gyakori volt, hogy a 19. században működő vándortársulatok az adott színdarabból csak egy-egy jelenetet mutattak be, és nem az egész darabot, ráadásul olyan „fordításban”, amely éppen akadt – a 20. század első évtizedeitől az első olyan rendező, aki a szövegek minőségére is rendszeresen és tudatosan komoly gondot fordított, Hevesi Sándor volt, aki elégedetlen lévén egy-egy már meglévő szöveggel, kijavítgatta a fordítások apróbb hibáit, sőt az előadás kedvéért újrafordított akár egész drámákat is. Janovics Jenő 1913–1914-ben tizennégy bemutatóból álló Shakespeare-drámaciklust állított színpadra Kolozsváron.
A Shakespeare-darabok színrevitele és a fordítás problematikája szinte minden színháztörténeti és drámatörténeti időszakban felmerül. Ez alól nem kivétel a magyar irodalom és színház sem. A XX. század első felében a Shakespeare-fordításokról szóló írások nagy részében a szöveg és a költészet iránti csodálat, áhítat, és az autentikus shakespeare-i nyelv keresése állt a középpontban. Babits a Nyugatban 1924-ben az „új magyar Shakespeare-fordítás eszméjének” tervezetét 18 pontban foglalja össze, és ezek között - bár Babits a közérthetőség mellett érvel - nem esik szó a színpadi alkalmazásról. A XX. század első felének rendezői - bár Shakespeare-re elsősorban mint drámaíróra és nem költőre tekintenek - zömében ugyanúgy szövegközpontúan gondolkodnak, ahogy az irodalmárok. Hevesi Sándor szerint Shakespeare a szavakkal való szuggerálás mestere, és a színház feladata az, hogy felnőjön a shakespeare-i szöveghez. Hevesi kedvenc fordítói Babits és különösen Arany. Németh Antal az 1948-as A teljes magyar Shakespeare című tanulmányában Vörösmarty, Arany és Szabó Lőrinc fordításairól értekezve szükségesnek tartja a romantika szellemében készült fordítások revízióját. Habár elismeri Arany költői nagyságát, alapvetően Kosztolányi, Áprily Lajos és Szabó Lőrinc munkái mellett érvel nemcsak a jobban érthető színpadi szöveg, de az olvashatóság okán is. Vörösmarty és Áprily fordításait összehasonlítva megállapítja, hogy „Vörösmarty Shakespeare-felfogását átértékelte az idő”, és helyette a korszerű tolmácsolásokat kell olvasni és követni. A XX. század első évtizedeiben, miután többek között Hevesi Sándor és Király György elméleti munkái, valamint Babits és Kosztolányi Shakespeare-fordítói kezdeményezései újradefiniálták a magyar Shakespeare-t, alapvető igény mutatkozott egy új, modern, élő Shakespeare-re, amit 1935-ben Szabó Lőrinc szólaltatott meg először. Az új magyar Shakespeare iránti igény és Szabó Lőrincnek az 1930-as években beérő költői hangja Németh Antal, a Nemzeti Színház igazgatója megbízásai nyomán talált egymásra, aminek az eredménye egy egyedülálló, két évtizedes Shakespeare-fordítói oeuvre (mű) megszületése volt. Az 1935-ös nemzeti színházi Athéni Timon Schöpflin Aladár szerint „kísérlet Shakespeare-nek új, egyszerűbb stílusban való játszására” is. A színészek - Schöpflin szerint - egyszerűen, világosan, a társalkodó dráma hangján beszélnek. A főszereplő, Somlay Artúr pedig a darabot és a szerepet egyaránt igyekszik a mai ember abszolút közelségébe hozni úgy, hogy kerüli a látványos szavalást, és úgy kíván megszólalni, mintha „kedves ismerősünkkel beszélnénk”. Mindebben pedig nagy segítségére van a Szabó Lőrinc-féle fordítás. Látható tehát, hogy az 1935-ös Athéni Timon az aktualizálásra, a modernizálásra törekszik úgy, hogy az a szövegre épít.

## Hatvanas évek
Marton Endre 1964-es, Nemzeti Színházban színpadra vitt Learje szöveg szempontjából csupán kisebb húzásokat eszközölve pontosan igyekezett tartani Vörösmarty Mihály a Folio szövegére alapuló fordítását. Ám a színészek jól artikuláltan, szenvtelenül, már-már fáradtan beszélnek, miközben gyakorlatilag szinte egyáltalán nem mozognak a színpadon, játékuk merev, kötelességszerű. A jelmezek Peter Brook jelmezeit idézik, mindenki bőrruhákat visel, bár Nádas Péter szerint jellegteleneket. A színpadkép is a brooki előadásnak megfelelően kiüresített, nem igyekszik semmiféle reális színpadképet teremteni, hanem inkább szimbolizálja a teret: egyszerű faszékek és oszlopok között zajlik a cselekmény. Budapesten a Vígszínházban Vámos László még megrendezte az Antonius és Kleopátrát, a Madách Színházban pedig Ádám Ottó az Othellót.

## Hetvenes évek
Az 1972-es vendégszereplést követően 1974-ben két vidéki színházban is rendeztek emlékezetes Shakespeare-komédiát. A kaposvári Csiky Gergely Színház Ahogy tetszik-előadását Zsámbéki Gábor rendezte. Saját bevallása szerint nem annyira a vendégjáték, mint Peter Brook könyve, Az üres tér hatott rá. Hangsúlyozta, hogy az erdő nem valóságos tér, hanem „a tisztaság erdeje – valójában vágykép, ami könnyen szertefoszlik”. Ennek megfelelően az erdőt lelógó kötelek és puha leplek jelképezték. A 19. században forgalomba került, a Shakespeare-előadásokat uraló realisztikus/naturalisztikus színpadkép, amely főként a Meiningeni Udvari Színház hatásának tulajdonítható, de Max Reinhardt színpadképeinek is nagy szerep jutott, ebben az előadásban gyakorlatilag leváltódik. Az Ahogy tetszik-et játszó színészek, szintén Peter Brook könyvének ösztönzésére, nem törekedtek korhű jelmezek kiválasztására, hanem a figurát jellemző modern jelmezeket öltöttek magukra: Rosalinda bőrnadrágot, Orlando farmert hordott, Célia például miniszoknyában lépett színre. Zsámbéki Gábor rendezése nemcsak a brooki vendégjátékban használt ötletekből merített, hanem olyan egyéb nyíltan teátrális elemeket is használt, mint az általában színfalak mögött tartózkodó színházi emberek színpadon való szerepeltetése: az első rész végén ugyanis Ascher Tamás, Zsámbéki, Babarczy László és Pauer Gyula, a díszlettervező megjelent az „ardennes-i erdőben”, és furulyán kísérték a jó Herceg és kíséretének dalát. Utána pedig a béke jegyében mindenkinek szeltek egy szelet kenyeret. A budapesti vendégszereplés alkalmával kétszer kellett egy napon műsorra tűzni az Ahogy tetszik-et, hogy minden érdeklődő láthassa. Az előadás méltán vált hírhedtté Magyarországon – habár a kritika nem nagyon dicsérte –, s a kaposvári színház innentől kezdve változott a színházrajongók Mekkájává. Előadásaira ezentúl buszok vitték a nézőket Budapestről. Az ugyanebben az évben Pécsett megrendezett másik Shakespeare-komédia, a Tévedések vígjátéka Sík Ferenc rendezésében szintén sikeres előadás volt, s ugyancsak hasonlatosságot mutatott Brook vendégjátékával. A másfél órás előadás alatt a színészek egyszerre játszottak a színpad különböző pontjait bejárva, használva a színpad minden zugát. A figurák szinte akrobatikus mozgássorokat hajtottak végre, bukfenceztek, szaltóztak s egyéb mutatványokkal szakították félbe a mondataikat: a Herceg példának okáért egyfolytában ugrált vagy szökdécselt. Maga az előadás kezdete is már utal egyfajta nyílt teatralitásra, hiszen a nézőket kéregető színészek, koldusok fogadják.

## Napjainkban
Az Országos Színháztörténeti Múzeum és Intézet adattára szerint jelenleg a Szentivánéji álom a legjátszottabb Shakespeare darab hazánkban, nyomában a Rómeó és Júlia, ami mellé a Hamlet fért fel még a képzeletbeli dobogóra. Több, mint ezer alkalommal játszottak magyarra fordított Shakespeare-t magyar színházban. A klasszikusok mellett az utóbbi időkben Nádasdy Ádám fordításai is népszerűek. Nádasdy Shakespeare fordításaival a modern színház problematikájára hívja fel a figyelmet, hiszen a klasszikus műveket a modern magyar nyelv közegébe helyezi át, így aktualizálva a szövegeket. Ezzel kívánja életre hívni a mára legtöbb esetben archaikussá vált korábbi fordításokat.
Ismételten Shakespeare szimbolikus szerepét bizonyítja, hogy a Bárkaszínház alakuló előadása is a Szentivánéji álom egy kultikussá vált feldolgozása volt. Nevezetes továbbá Alföldi Róbert még a Nemzeti Színházban színpadra vitt Hamletje is, ahol a színészek a nézőtér sorai között játszottak, így változtatva a cselekmény perspektíváján, a nézők nézőpontján, tovább fokozva a karakterek kiszolgáltatottságának érzetét. Érdekesség, hogy van olyan előadás, ami még a saját színházát is túlélte; a Krétakör Hamletje még a színház megszűnése után is járja az országot Schilling Árpád rendezésében.